# 惠蓀實驗林場
惠蓀實驗林場為臺灣臺中市國立中興大學所屬的實驗林場，是該校之四個實驗林場之一，面積7,477公頃。海拔自450公尺至2,419公尺，具備了亞熱帶、溫帶氣候等不同的氣候特色。其地點位在南投縣仁愛鄉、國姓鄉交界，烏溪集水區內。一共涵蓋19個林班。

## 沿革
- 日本時代，林場是隸屬南投廳官有林。
- 1916年8月：移交為東北帝國大學農科演習林。
- 1918年3月：改隸為北海道帝國大學農學部演習林，並且設置辦公地點於現在的埔里鎮。
- 1945年12月：二戰結束後，由臺灣省行政長官公署農林處林務局接收。
- 1946年7月：林場改組為第三模範林場，並且直屬於臺灣省行政長官公署農林處林務局。
- 1949年9月：移交給臺灣省立農學院（即今國立中興大學）接管，改名為能高林場，並且合併其他的林場：新化林場、東勢林場及文山林場。在原辦公地點的埔里鎮成立演習林管理處。
- 1954年8月：演習林管理處遷至臺中市的臺灣省立農學院校本部。
- 1963年：林場辦事處遷入林場的第三林班關刀溪，原址成為林場連絡處。
- 1966年11月20日：湯惠蓀校長視察林場的育林工作時，因心臟病突發而殉職於現場。
- 1967年5月1日：為紀念湯惠蓀，改名為惠蓀林場。
- 1980年：組織規程修正，更名為惠蓀實驗林場。

### 惠蓀林場森林遊樂區
- 松風山步道：單程長約2.5公里。
- 杜鵑嶺步道：單程長約2公里。
- 青蛙石步道：雙程長約2.2公里。
- 山嵐小徑步道：單程2.4公里，沿途景觀變化豐富。
- 湯公碑步道：大部份為陡坡步道，約7.5公里，可觀賞人工杉木林、人工日本肩柏林、天然生木荷保護區、天然生肖楠保護區。

## 遊憩景點
- 松風山
- 杜鵑嶺
- 青蛙石
- 山嵐小徑
- 湯公碑
- 惠蓀溫泉
- 涉水步道

## 名產
- 惠蓀咖啡

惠蓀咖啡北投店。 （页面存档备份，存于）

## 外部連結
- 惠蓀林場網站 （页面存档备份，存于）
- 惠蓀林場-清境農場官方網站 （页面存档备份，存于）
- 附屬林場__惠蓀林場 - 國立中興大學農業暨自然資源學院實驗林管理處 （页面存档备份，存于）
- 惠蓀林場森林遊樂區 - 國家森林遊樂區 - 交通部中央氣象局 （页面存档备份，存于）
- 惠蓀林場的Facebook專頁